# Ernst Lindemann
Ernst Lindemann, född den 28 mars 1894 i Altenkirchen (Westerwald), Rheinland-Pfalz, död den 27 maj 1941 var fartygschef på det tyska slagskeppet Bismarck. Lindemann dödades när Bismarck sänktes under Operation Rheinübung.